# Code Name: S.T.E.A.M.
Pour les articles homonymes, voir Code name.
Code Name: S.T.E.A.M. (pour Strike Team Eliminating the Alien Menace) est un jeu vidéo de stratégie au tour par tour intégrant des éléments du jeu de tir à la troisième personne développé par Intelligent Systems et publié par Nintendo. Il sort sur Nintendo 3DS en mars 2015 en Amérique du Nord et en mai 2015 au Japon et en Europe.

## Synopsis
Le jeu se déroule à Londres, dans un univers steampunk. Après une mystérieuse invasion extraterrestre, une unité d'élite nommée S.T.E.A.M. est formée par Abraham Lincoln pour éliminer la menace.

## Système de jeu
Le jeu se déroule comme un jeu de stratégie au tour par tour, alternant tour du joueur et tour de l'ennemi, avec cependant quelques particularités : la vue, contrairement à la majorité des jeux du genre, est positionnée derrière le joueur, lui permettant ainsi de tirer sur les ennemis directement, comme s'il s'agissait d'un jeu de tir à la troisième personne.
Chaque personnage possède une jauge de vapeur qui lui permet de se déplacer et d'utiliser ses armes. Chaque déplacement ou utilisation d'arme consomme une certaine quantité de vapeur de la jauge et, une fois que celle-ci est vide, le personnage se voit dans l'incapacité de bouger. Des checkpoints permettent, s'ils sont à proximité d'un personnage, de restaurer intégralement la jauge de vapeur de ce-dernier. Cette action entrainera la destruction du checkpoint. Des médailles, dont certaines sont disposées sur le terrain et d'autres obtenues lors de l’élimination des ennemis, permettent de restaurer la jauge de vie d'un ou de plusieurs membres de l'équipe grâce à des points de sauvegarde, ou, si elles sont économisées, d'acheter de nouvelles armes et outils pour les membres de l'équipe. Un système d'attaque lors du tour adverse nommée « embuscade » a également été implémenté : si le personnage possède assez de vapeur pour contre-attaquer après que son tour soit terminé, il pourra riposter lorsque l'ennemi jouera, avec une probabilité de l'étourdir.
Le jeu est compatible avec les figurines amiibo des personnages de Fire Emblem Marth, Lucina, Robin et Ike.

## Développement
Le jeu a été annoncé à l'E3 2014 par Hitoshi Yamagami, producteur du jeu, lors d'une table ronde organisée par Nintendo. D'après l'équipe de développement, le design des personnages et des décors aurait été fortement influencé par les comics et romans américains et le genre steampunk, tandis que les extra-terrestres auraient été inspirés de l'univers d'H.P. Lovecraft.
Les personnages jouables sont tous basés sur des personnages fictifs connus aux États-Unis : Henry Fleming est le protagoniste de La Conquête du courage, John Henry est l'incarnation folklorique du travailleur américain, Tiger Lily (Lys Tigré en français) est une indienne dans Peter et Wendy, Tom Sawyer est le protagoniste des Aventures de Tom Sawyer, The Fox (inventée pour le jeu) est la fille de Zorro, Randolph Carter est un personnage récurrent dans les romans de H-P Lovecraft (il possède d'ailleurs le Necronomicon), Queequeg est le baleinier cannibale dans Moby Dick, Califia est la reine de la mythique Île de Californie, Dorothy Gale, Lion, Scarecrow (Épouvantail) et Tin Man (Homme de Fer) sont les protagonistes du Magicien d'Oz.